# 互联网档案馆
互联网档案馆（英語：Internet Archive）是美国的一個非營利性的、提供互联网多媒体资料档案阅览服务的數位圖書館。互联网档案馆由Alexa创始人布鲁斯特·卡利于1996年创办，总部位于加利福尼亚州旧金山的列治文区，其使命是“普及所有知识”（universal access to all knowledge）。该网站提供的数字资料有如网站、网页、图形材料音乐、视频、音频、软件、动态图像和数百万书籍等的永久性免费储存及获取的副本。
迄至2021年2月，该网站儲存了7280 億個網頁、3800萬本書和文本、1400 萬個錄音（包括 240,000 場現場音樂會）、700 萬個視頻（包括 200 萬個電視新聞節目）、400 萬張圖片、790,000 個軟件程序。除此之外，互联网檔案館也是網絡開放與自由化的倡議者之一。

## 歷史
1996年，卡利（Brewster Kahle）在創立盈利性的Alexa Internet的同時也創立了互联网檔案館；同年10月開始收集儲存資料。而档案馆亦曾于1996年5月10日下午2：42保存了已知最早的页面。不過，直到2001年開發了「時光機」前，這些資料都無法存取。1999年末擴展收集範圍。
2012年8月，互联网档案馆宣布將在其現存的130萬檔案的下載選項中加入BitTorrent。因為透過兩個檔案資料中心協調，這成為從該檔案館下載資料的最快方法。
2013年11月6日，檔案館在里奇蒙德區的總部失火，損壞了許多設備和一些附近的公寓，預計損失達到60萬美元。
2014年11月，互联网发布测试版，2016年3月，移除旧布局。
2016年11月，卡利宣布互联网档案馆正在建立加拿大分站，总部将设在加拿大，但具体地点没有公布。
媒体报道中，卡利表示 :
11月9日，在美国，我们突然意识到一个承诺进行彻底变革的新政府的出现。这强有力地提醒我们，像我们这样有长期计划的机构，也需要为适应变化而设计。对我们来说，这意味着我们要保持我们的文化材料的安全、私密和永远可访问。这意味着要为一个可能面临更大限制的网络做准备。这意味着在一个政府监视不会消失的世界里为用户服务；事实上，政府监视看起来还可能会再增加。纵观历史，图书馆一直在与严重的侵犯隐私的行为作斗争——人们仅仅因为他们阅读的内容便遭到逮捕。而互联网档案馆正在努力保护我们的读者在数字世界的隐私。
从2017年开始，联机计算机图书馆中心（OCLC）和互联网档案馆通过合作，使该档案馆的数字化图书记录可在WorldCat上访问。
2018年以来，互联网档案馆推出视觉艺术入驻项目，将艺术家与档案馆超过48pb的数字化材料联系起来。在为期一年的项目中，视觉艺术家创作了大量作品，顶峰时期还举行了展览。其期望是将数字历史与艺术联系起来并为后代创造一些能在线上或线下欣赏的东西。
2019年，互联网档案馆位于旧金山的总部收到炸弹威胁，迫使该大楼暂时被腾空。
2024年5月27日开始，互联网档案馆受到分布式拒绝服务攻击，攻击持续三天后仍未停止。
2024年9月中旬，谷歌在搜索结果中加入互联网档案馆的链接。
- 1996年至2009年时档案馆的总部，位于美国旧金山
- 2009年至今的总部，原旧金山基督教科学派第四教会
- 互联网档案馆在亚历山大图书馆的宣传标板
- 总部内的大厅

2024年9月30日，互联网档案馆被盜取約3100萬位用戶的Email、密碼、用戶名。2024年10月10日，互聯網檔案館受到DDoS攻擊。攻擊者疑似是親巴勒斯坦黑客。截至10月23日，archive.org、Wayback Machine、Archive-It和开放图书馆服务全部恢复，但登录等部分功能仍然不可用。

## 运作
互联网档案馆是一家在美国运营的501(c)(3)非营利组织，其年度預算約为1000萬美元，來源則是其網頁爬蟲服務、合作關係、贊助以及卡利-奧斯丁基金會。该档案馆的总部位于加利福尼亚州的旧金山。从1996年到2009年，其总部设在旧金山要塞，那里曾是美国的一个军事基地。自2009年以来，其总部一直设在旧金山芬斯顿大道300号，这里以前是一个基督教科学教堂。公司大部分员工曾一度在其图书扫描中心工作；截至2019年，全球有100家付费运营商进行了扫描。互联网档案馆的大房间收藏了100多个代表互联网档案馆员工的陶瓷人像，其中第100尊是亚伦·斯沃茨的雕像。该系列人像的灵感来自中国秦始皇兵马俑，由布鲁斯特·卡利委托，努拉·克里德雕刻。
互联网档案馆也在加州的三个城市设有资料中心，分别为旧金山、紅木城和列治文。为减少数据丢失的风险，该档案馆在包括埃及的新亚历山大图书馆和阿姆斯特丹等更遥远的地方储存了一些存档副本。
互联网档案馆的大部分材料来自捐赠，例如2017年波士顿公共图书馆提供的大量78转/分钟的光盘,2018年特倫特大學捐赠的25万本图书，以及马里格鲁夫学院图书馆在2020年关闭后的全部藏品。其后所有材料经过数字化后进行数字存储，而数字副本返回原始持有者以及在互联网档案进行复制，如果不是公共领域中的内容，可在遵循首次销售原则的受控数字借阅（CDL）理论的前提下，每次借给世界各地的一个顾客。
互联网档案馆参与了國際網際網路保留協會并于2007年被加利福尼亚州政府選為官方指定圖書館。
互联网档案馆宕機或資料庫出錯時，可於新亞歷山大圖書館鏡像網站查詢1996至2007年的備份資料。

## 网页

### 时光机
网站时光机是互联网档案馆最重要的服务之一，其名称取自一部名为The Rocky and Bullwinkle Show的美国卡通片。时光机允许人们去搜索和访问其网页存档。该档案馆的資料由自帶的網絡爬蟲自動搜集，截至2011年，已抓取了超過1500億的網頁。在一些国家和地区，时光机这个术语的使用已经非常普遍，“时光机”和“互联网档案馆”甚至开始被当做同义词使用。
大量网站及其相关数据（图像、源代码、文档等）都被保存在一个数据库中。该服务可以用来查看以前版本的网站过去的样子，从可能不再可直接访问的网站中获取原始源代码，甚至访问已经不存在的网站。因为许多网站所有者选择防止用户访问他们的网站，故并非所有网站都可使用该服务。如同所有以来自网络爬虫的数据为基础的网站一样，互联网档案馆由于各种其他原因确实网络的大片领域。2004年的一篇论文指出，互联网档案馆的信息覆盖范围存在国际偏好，但亦指出这“并非有意”。
一個名爲“Save Page Now”（即刻保存頁面）的功能於2013年10月推出，该功能可从网站时光机主页的右下角访问，輸入目标网站的URL并點擊保存，该网页就会成为时光机的一部分。
2016年10月，互联网档案馆宣布将改变网页的计数方式，使所显示的存档页面数量减少。嵌入对象如图片、视频、样式表、JavaScript将不再被视为“网页”，而HTML、PDF和纯文本文档则仍被视为网页。

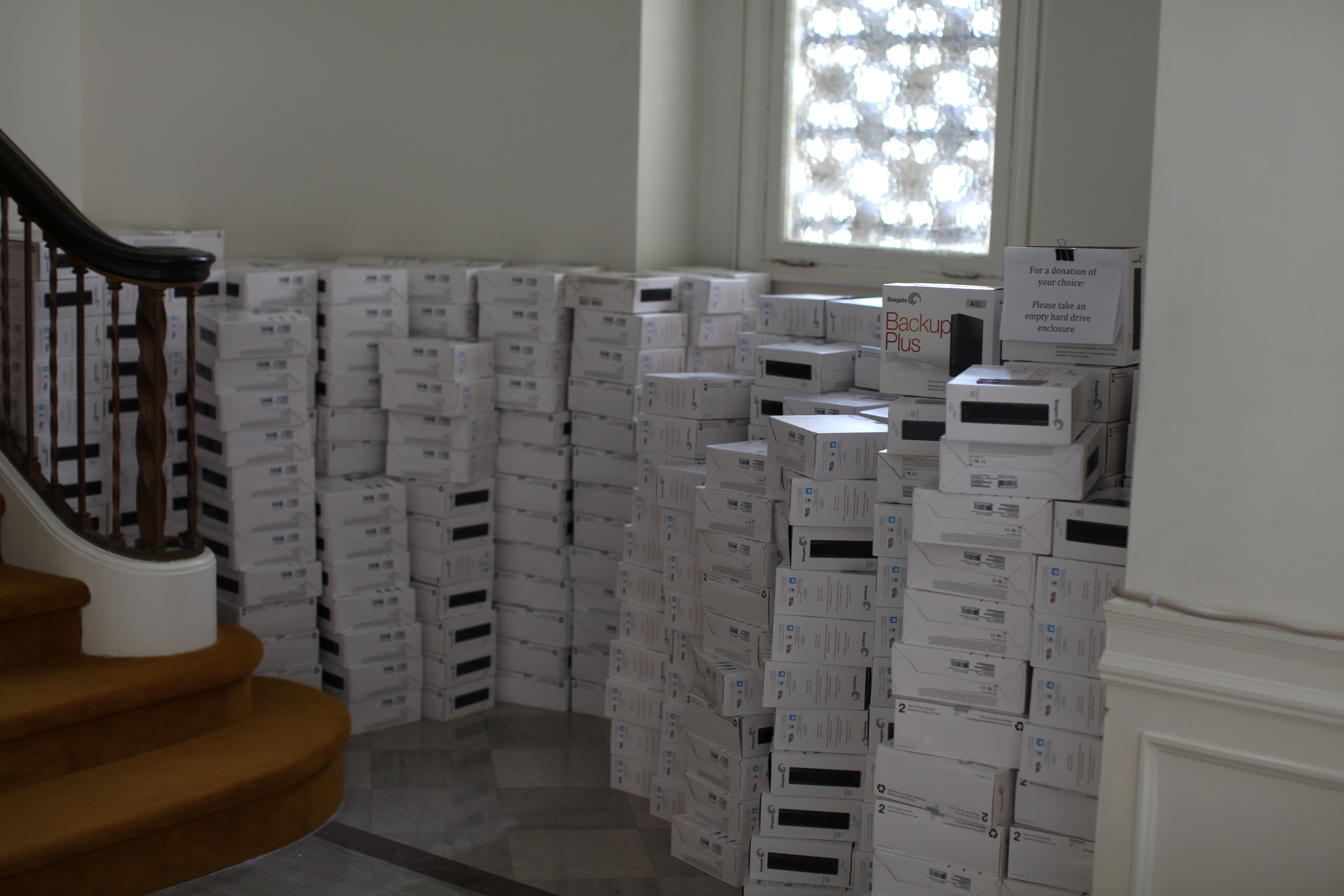
互联网档案馆增量采购的存储盘

| 年份 | 存档页面的数量（亿） |
| ---- | -------------------- |
| 2005 | 40                   |
| 2006 | 85                   |
| 2007 | 85                   |
| 2008 | 85                   |
| 2009 | 150                  |
| 2010 | 150                  |
| 2011 | 150                  |
| 2012 | 150                  |
| 2013 | 373                  |
| 2014 | 430                  |
| 2015 | 479                  |
| 2016 | 510[A] 273[B]        |
| 2017 | 286                  |
| 2018 | 344                  |

| A 使用了2016年10月以前的旧版计数系统 |
| B 使用了2016年10月以后的新版计数系统 |

2020年9月，互联网档案馆宣布与Cloudflare合作，自动索引通过其“Always Online”服务提供服务的网站。

### Archive-It
Archive-it是一款帮助机构和个人建立存档的工具。Archive-It允许用户自定义输入或排除他们因为文化遗产的原因而保存的网络内容。通过一个web应用程序，Archive-It合作伙伴可以收集、编目、管理、浏览、搜索和查看自己的已存档内容。 
在可访问性方面，存档的网站全文可在捕获后7天内搜索到。通过Archive-It收集的内容被捕获并存储为一个WARC文件，并有一个主副本和备份副本被存储在互联网档案馆的数据中心。WARC文件的副本可以提供给订阅合作伙伴机构，以最大地达到其地理冗余存储的目的通过Archive-It捕获的数据会被定期索引到互联网档案馆的一般档案中。
Archive-It的合作伙伴有大学和学院的图书馆、州档案馆、联邦机构、博物馆、法律图书馆和文化组织，包括电子文献组织、北卡罗莱纳州州档案馆和图书馆、斯坦福大学、哥伦比亚大学、开罗美国大学、乔治敦法律图书馆和许多其他大学。截至2014年3月Archive-it在美国的46个州和其他16个国家共有超过275个机构是其合作伙伴，共有超过74亿个网页的在线存档。

### 互联网档案馆学术
2020年9月，互联网档案馆宣布了一项新的计划，即存档和保存可开放获取的学术期刊，并称之为互联网档案馆学术。其全文搜索索引包括超过2500万篇研究性文章和保存在互联网档案馆中的其他学术文件。收藏范围包括从18世纪期刊的数字化副本到最新的可开放获取会议论文和从万维网上爬行抓取的预印本。

### 总索引
2021年，互联网档案馆发布了《总索引》（General Index）的最初版本，包含1.07亿篇学术期刊文章。

## 圖書

### 收集文本

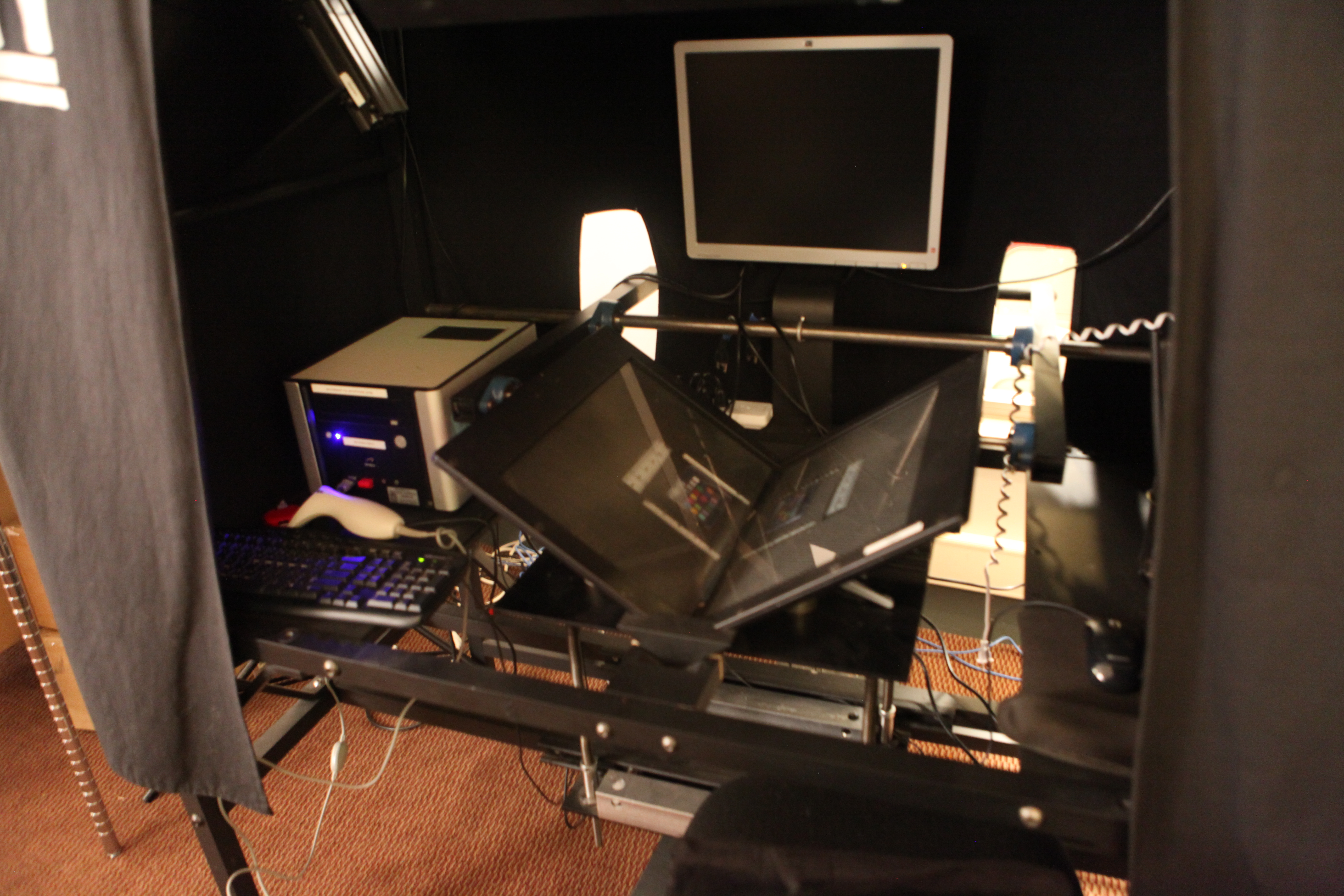
互联网档案馆的“抄写员”图书扫描工作站

互联网档案馆收集了世界各地的数字化图书以及各大图书馆和文化遗产机构的特殊藏品。互联网档案馆在5个国家经营着33个圖書掃描中心，其活动受图书馆和基金会的财政支持。截至2013年7月，档案馆共收集了440万本书，每月的下载量超过1500万次。截至2008年11月，档案馆共有100万个网络文本，总大小高达0.5PB，涵盖了原始照相图像、裁剪和歪斜的图像、PDF文件和原始OCR数据。
大约在2006年到2008年之间，微软通过其实时搜索图书项目与互联网档案文本建立特殊的关系，扫描了超过30万本捐赠的图书，微软并提供财政支持和扫描设备。2008年5月23日，微软宣布将结束在线图书搜索项目，不再扫描图书。微软在不受合同限制的情况下公开了扫描书籍，并将其扫描设备捐赠给了其前合作伙伴。
2007年10月，档案馆用户开始上传来自Google圖書的公有领域的书籍。截至2013年11月，该档案馆收藏的图书有90多万本来自Google的数字化图书；这些图书除没有Google的水印，并且可以不受限制地使用和下载外，与Google上的图书完全相同。布鲁斯特·卡利在2013年透露，这项工作由亚伦·斯沃茨协调完成，斯沃茨和“一些朋友”在遵守Google的限制条件的情况下从Google下载公共领域的书籍。这样做是为了确保公众能够进入公共领域。档案馆亦确保这些内容被归属并链接到Google，谷歌也没有提出异议，而图书馆则发出了“抱怨”。根据卡利的说法，这个例子证明了斯沃茨的“天才”，他致力于为数百万人提供最大的公共利益。除图书外，档案馆还提供免费和匿名的公众访问渠道使公众可以访问超过400万份法庭意见、法律摘要或美国联邦司法机构上传的展品。这些文件一直保存在联邦法院的收费墙后。到2013年，已有超过600万人通过互联网档案馆访问这些文件。
互联网档案馆中的图书阅读器网络应用程序内置于其网站中，具有单页、双页和缩略图模式；全屏模式；保持图像高分辨率的页面快速移动和翻页动画等功能。 

+ 各语言文本数

| 1 | 语言                     | 英语      | 法语     | 德语    | 西班牙语 | 汉语   | 阿拉伯语               |
| 1 | 文本数（2015年11月27日） | 6,553,945 | 358,721  | 344,810 | 134,170  | 84,147 | 66,786                 |
| 2 | 语言                     | 荷蘭語    | 葡萄牙語 | 俄语    | 乌尔都语 | 日语   | 合计（2016年10月30日） |
| 2 | 文本数（2015年11月27日） | 30,237    | 25,938   | 22,731  | 14,978   | 14,795 | 10,612,003             |

+ 各年代文本数

| 1 | 年代                      | 1800年代 | 1810年代 | 1820年代 | 1830年代 | 1840年代 | 1850年代 |
| 1 | 文本数 （2015年11月27日） | 39,842   | 51,151   | 79,476   | 105,021  | 127,649  | 180,950  |
| 2 | 年代                      | 1860年代 | 1870年代 | 1880年代 | 1890年代 | 1900年代 | 1910年代 |
| 2 | 文本数 （2015年11月27日） | 210,574  | 214,505  | 285,984  | 370,726  | 504,000  | 455,539  |
| 3 | 年代                      | 1920年代 | 1930年代 | 1940年代 | 1950年代 | 1960年代 | 1970年代 |
| 3 | 文本数 （2015年11月27日） | 185,876  | 70,190   | 85,062   | 81,192   | 125,977  | 206,870  |
| 4 | 年代                      | 1980年代 | 1990年代 | 2000年代 | 2010年代 |          |          |
| 4 | 文本数 （2015年11月27日） | 181,129  | 272,848  | 579,905  | 855,253  |          |          |

### Open Library
开放图书馆是互联网档案馆的另一个项目。该项目旨在为出版的每一本书提供一个网页，拥有2500万册版本目录记录。该项目还致力于成为一个可在线访问的公共图书馆，从500多万份所收集文本中全文收录大约160万本公共领域以及印刷中和拥有版权的书籍，其中许多可任意阅读与下载以及全文检索;该项目与来自6个国家的1000多家图书馆建立了合作关系，为非公共领域的647,784本图书提供为期两周的电子书借阅服务 惟需先在网站上免费注册。开放图书馆是一个自由及开放源代码软件，其源代码可以在GitHub上免费获得。
开放图书馆也面临一些作者和作家协会的反对，他们认为该项目是在未经授权地分发图书，因此违反了版权法，2020年6月，四家主要出版商对互联网档案馆提起版权侵权诉讼，旨在停止开放图书馆项目。

### 图书数字化赞助商
许多大型机构赞助商已经为互联网档案馆提供了数百万份扫描出版物（文本项目）。一些已经将大量文本数字化的赞助商，包括多伦多大学的罗柏斯图书馆、阿爾伯塔大學图书馆、渥太华大学图书馆、国会图书馆、波士顿图书馆联盟成员图书馆、波士顿公共图书馆、普林斯顿神学院图书馆和许多其他图书馆。
2017年，麻省理工学院出版社授权互联网档案将图书数字化，并可从该出版社的存书目录中借用图书，由阿卡迪亚基金提供财政支持。次年，互联网档案馆进一步从阿卡迪亚基金获得资金，邀请其他一些大学出版社与互联网档案馆合作，将图书数字化，并将该项目命名为“解锁大学出版社图书（Unlocking University Press Books）”。 
国会图书馆创建了许多处理系统标识符，指向互联网档案中的免费数字化书籍。互联网档案馆和开放图书馆也被国会图书馆网站列为电子书来源。

## 多媒體

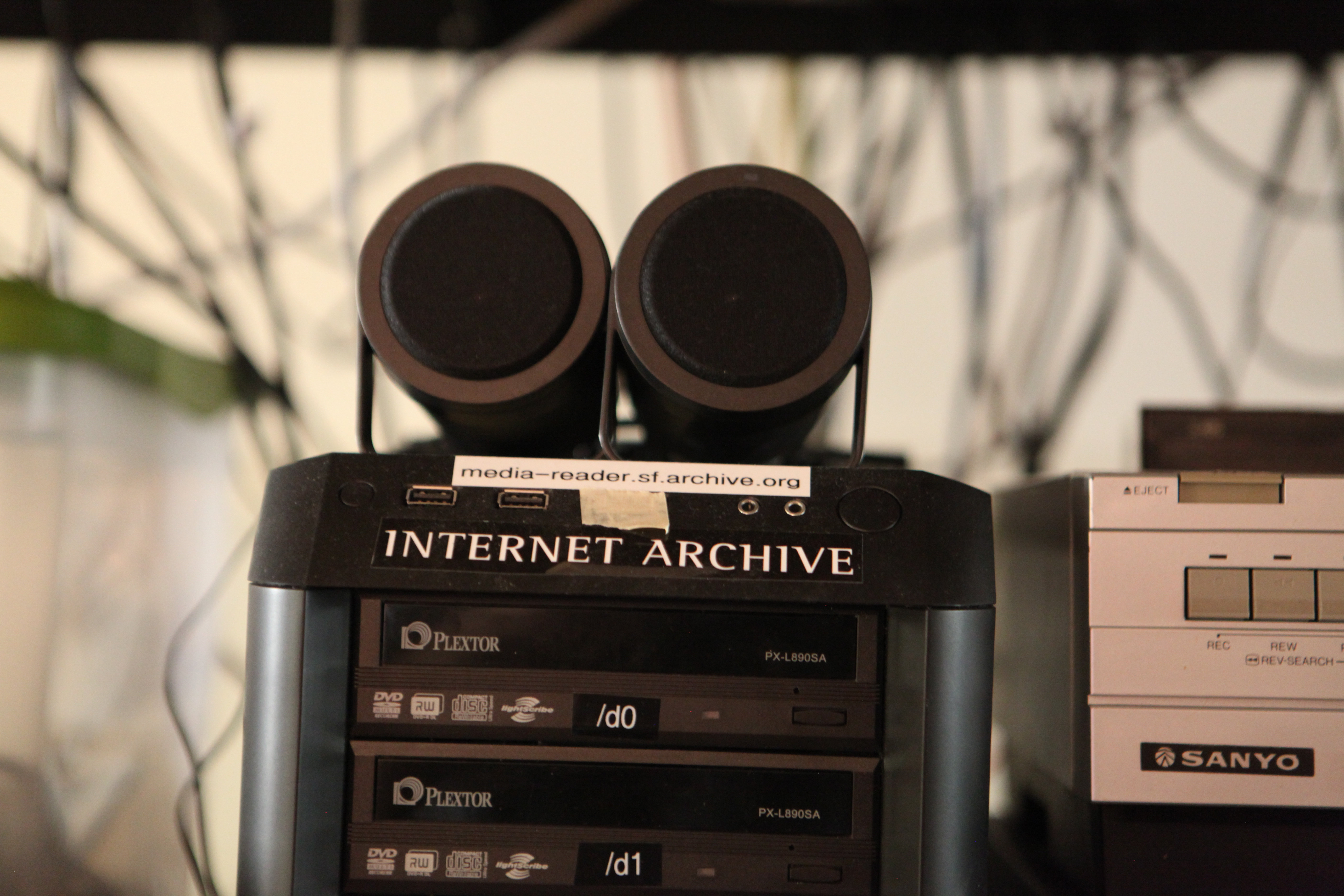
读卡器

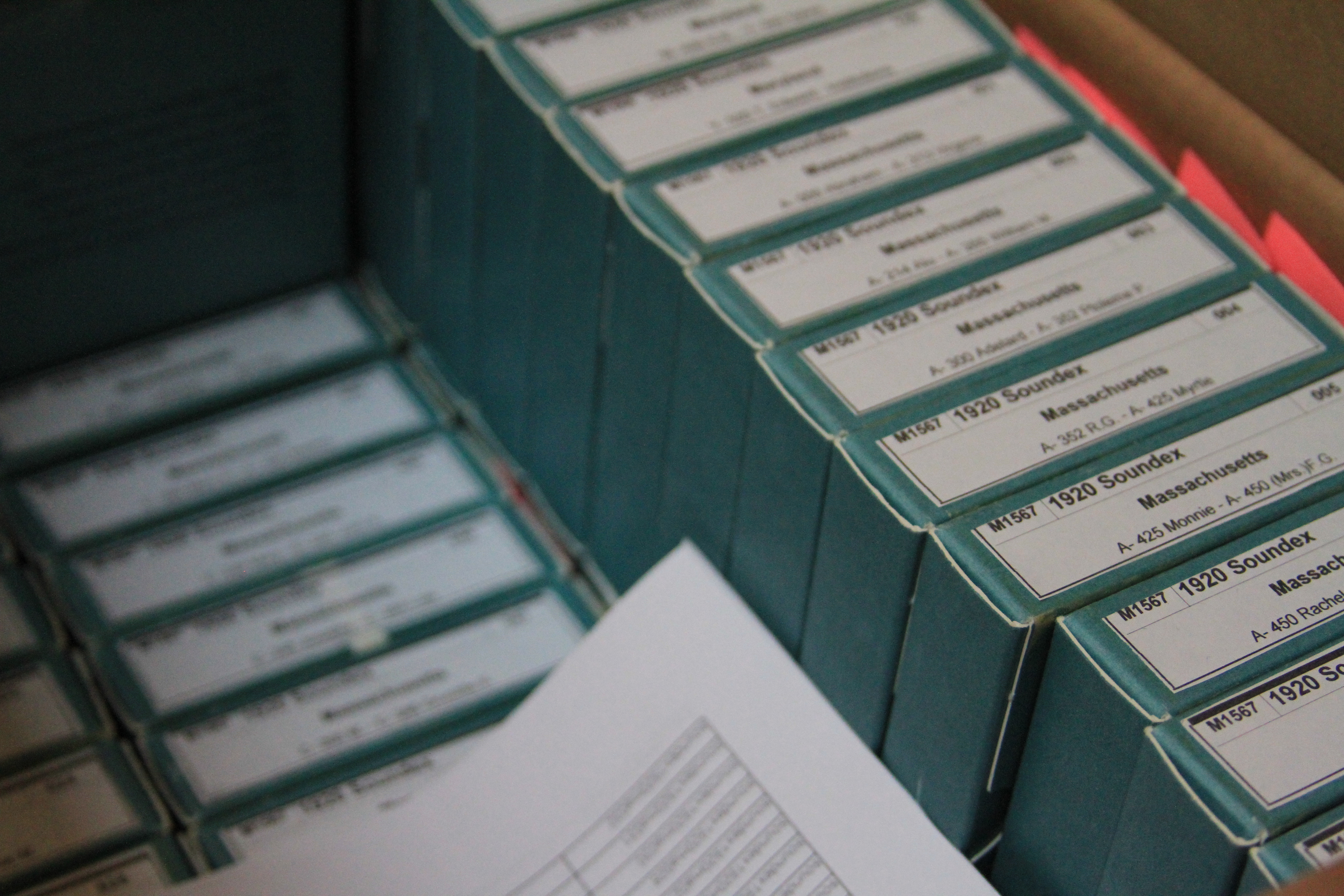
互联网档案馆的缩微胶片

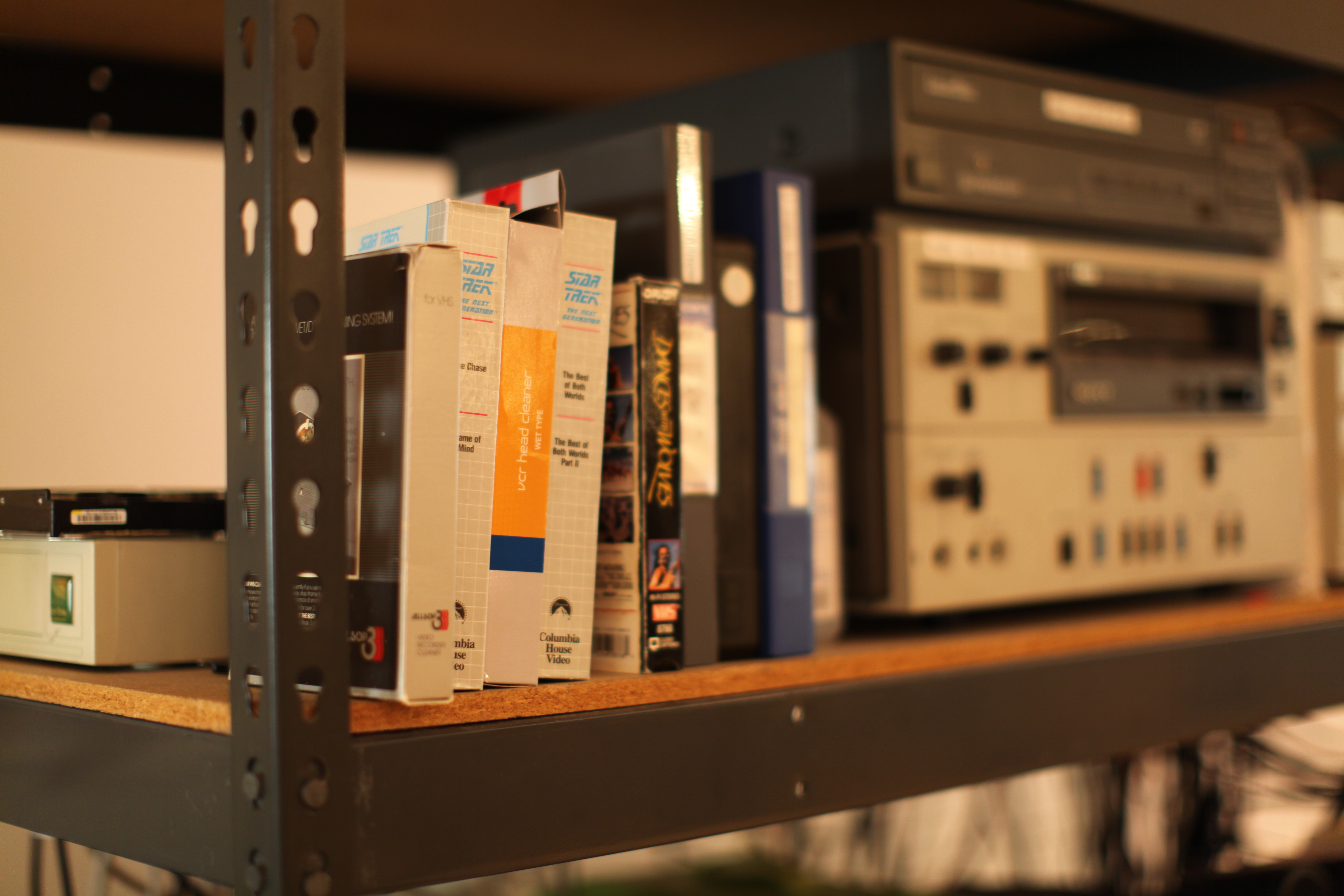
互联网档案馆的录影带

除了上述内容之外，互联网档案库还收集了大量的数字媒体，这些数字媒体均符合美国公共领域或CC授权协议。这些媒体文件均会根据媒体类型（moving images、audio、text、etc.）被组织成集合，并根据各项标准被分入子集合。例如大都會藝術博物館提供的相关资料就会被分入一个子集，目前该集合相关资料的数量已经超过了140,000个。每个主集合都含有一个“社区”子集合（以前被称为“开源”）用于存储公众的贡献。

### 音频收藏
音频档案包括音乐、有声读物、新闻广播、旧时广播的节目和各种其他音频文件。该系列中有超过200,000个免费数字录音。子集包括有声读物和诗歌、播客、非英语音频等。
Live Music Archive子集包括来自独立音乐家的超过170,000个音乐会录音，以及更为成熟的艺术家和音乐合奏，以及关于录制他们的音乐会的宽松规则，例如感恩至死，以及最近的碎南瓜。此外，Jordan Zevon还允许互联网档案馆收藏他父亲華倫·澤馮的音乐会录音。泽冯系列从1976年至2001年不等，包含126场音乐会，包括1,137首歌曲。

### 布鲁克林博物馆
此系列包含大约3,000件布鲁克林博物馆的物品。

## 其他服务与目标

### 物理媒体
卡利对书籍被扔掉的现象表现出强烈反应，以及受斯瓦尔巴全球种子库的启发，正在设想每出版的一本书便收集一本。除了这些书，卡利还计划存储互联网档案馆的在2010年被替换的旧服务器。

### 软件
互联网档案拥有“世界上最大的在线历史软件集合”，跨越50年计算机历史，包含数以万亿计字节的计算机杂志和期刊、书籍、共享软件光盘、FTP网站、视频游戏等。互联网档案馆创建了一个它档案库以保存它们。该项目主张获得美国数字千年版权法的豁免权，以允许他们绕过美國著作權局于2003年批准的为期三年的复制保护。 档案馆不提供软件以供下载，因为豁免仅仅是为了保存或复制图书馆或档案馆出版的数字作品。国会图书馆于2006年延长豁免，又于2009年无限期延长，等待进一步的规则制定。
图书馆重申，豁免是“最终规则”，而2010年豁免尚未到期。 
2013年，互联网档案馆开始提供可以MESS方式游玩的老软件视频游戏，例如雅达利2600的游戏E.T.外星人。 自2014年12月23日起，互联网档案馆通过基于浏览器的DOSBox模拟，推出数千款DOS/PC游戏且仅用于学术和研究目的。截止2015年年初，互联网档案馆共收录了2400款MS-DOS游戏。
2020年11月，档案馆为Adobe Flash導入了一种新的模拟器Ruffle，并开始致力于在2020年12月31日Flash插件的寿命结束前存档Flash动画和游戏。

### 台式抄写系统
互联网开发了一种实现内容数字化的组合软硬件系统，称为台式抄写系统（Table Top Scribe System）。

### 储蓄互助社
从2012年到2015年11月，互联网档案馆运营着一个储蓄互助社，总部设在新泽西州新不伦瑞克，目标是为中低收入人群提供访问服务。在其短暂的存在时期内，互助社与国家信贷管理局经历了一系列重大冲突，严重限制了互助社的贷款资产组合和为其对比特币公司提供服务带来担忧。互助社解散时，有395名成员，市值250万美元。

### 艺术家入驻活动
由Amir Saber Esfahani组织的互联网档案馆视觉艺术家入驻活动旨在将新兴和在职艺术家与档案馆的数百万藏品联系起来，并展示当开放信息获取与艺术发生交叉时可能发生的事情。在为期一年的入驻活动期间，选定的艺术家创作了一批作品，以响应档案馆的藏品并在自己的实践中加以利用。

### 去中心化
2019年开始，互联网档案馆组织了一个名为去中心化网络营地（Decentralized Web Camp）的组织。该组织一年组织一次活动，在自然环境中汇集全球各地不同的贡献者社区，旨在解决网络世界面临的现实世界挑战，并为发展中的互联网共同创造一个去中心化技术，促进合作、学习和乐趣，同时促进形成信任、人为代理、相互尊重和生态认识的准则。

## 争议

### 下架感恩至死樂隊音乐會表演
2005年11月，「感恩至死」樂隊音乐会在互联网档案馆可免费下载。纽约时报报道，约翰·佩里·巴洛认为鲍勃·威尔、米奇·哈特和比尔·克鲁兹曼是这一变化的发起者。菲爾·萊什在其个人网站上对此事发表评论称注意到所有「感恩至死」樂隊的表演都在感恩节前从archive.org删除，他没有参与这个决策过程，也没有被告知这些节目将被取消。而他本人觉得音乐是「感恩至死」樂隊的遗产，希望以各种方式将其音乐提供给想要的人。
布鲁斯特·卡利在11月30日的一篇论坛帖中概括了乐队成员之间可能达成的妥协。观众的录音可以被下载或流动传播，但调音台版本则只能流动传播，而音乐会后来又被重新同意下载。

### 拒绝国家安全信函的要求
2008年5月8日，有消息称，互联网档案馆成功拒绝了联邦调查局的一封国家安全信函中提供一个未公开用户的日志的要求。
2016年11月28日，又有消息指美国联邦调查局的第二封国家安全信函的要求也被成功拒绝，该信函要求获取另一名未公开用户的日志。

### 反对《禁止网络盗版法案》与《保护知识产权法案》
2012年1月18日，互联网档案馆停止运行12小时，以示对禁止网络盗版法案和保护知识产权法案的抗议，认为两项法案将“对网络出版的生态产生负面影响，导致互联网档案的出现”。与此同时，英文维基百科以及其他许多网站其他也进行了类似的抗议活动。

### 反对Google图书协议
互联网档案馆是开放图书联盟的成员，该联盟一直是Google图书和解协议最激烈的批评者之一。档案馆提倡应该开发另一种数字图书馆项目。

### 《任天堂力量》杂志存档
2016年2月，有互联网档案用户开始存档任天堂官方杂志《任天堂力量》从1988年到2012年的数字副本。2016年8月8日，任天堂删除了其档案，在此之前，前140期已被收集。任天堂告向游戏网站Polygon回应其删档举动时称，任天堂必须保护自己的角色、商标和其他内容。任天堂知识产权若未经批准即被使用，其保护知识产权的能力将被削弱，其知识产权也可能被用于其他项目。

### 土耳其及印度的封锁
2016年10月9日，互联网档案馆以及其他文件托管服务在土耳其被黑客用来存储政府泄露的电子邮件（共17GB）后，被短暂屏蔽。
2017年8月，根据馬德拉斯高等法院发布的两项法院命令，印度政府的电信部门封锁了互联网档案馆和其他文件共享网站，理由是两部宝莱坞电影的复制品据称通过该服务被分享，而这可能带来对盗版问题的担忧。但只有HTTP版本被阻止，使用HTTPS协议仍然可以访问。

### 被恐怖分子用于宣传
2018年5月，网络安全公司Flashpoint发布的一份报告称，伊斯兰国正在利用互联网档案馆来分享其宣传内容。来自互联网档案馆的克里斯·巴特勒回应，他们会定期与美国和欧盟政府就分享恐怖主义信息问题进行交谈。
2019年4月，欧洲刑警组织转述法国警方的要求，要求互联网档案馆关闭550个“恐怖主义宣传”站点。互联网档案馆拒绝了这一要求，称这些报告对他们所指出的内容的指控是错误的，或者内容过于宽泛，该网站无法同意这一要求。
2022年1月，一位前加利福尼亚大学洛杉矶分校的讲师上传了一份800页的宣言，其中包含种族主义的想法和对加州大学洛杉矶分校工作人员的威胁。一周后，互联网档案馆进行了关于档案管理员是否应该保存这些文件的讨论，最终将该宣言移除。

### 与出版商的法律纠纷
在2019冠状病毒病疫情期间，许多学校、大学和图书馆被关闭，互联网档案馆于2020年3月24日宣布，其正在创建国家紧急图书馆，具体方法为取消开放图书馆对140万本数字化图书的借阅贷款限制，改为限制用户可以借阅的图书数量和强制归还；通常情况下，该网站只允许他们拥有的每本书的实体副本使用一个加密文件进行一次数字借阅，该文件在借阅期结束后将无法使用。项目将至少持续到2020年6月30日，或者直到美国国家紧急状态结束，以较晚者为准。该项目启动时，互联网档案馆允许作者和版权所有者提交退出申请，让他们的作品从国家应急图书馆中删除。
互联网档案馆表示，在世界各地的实体图书馆被关闭的形势下，国家应急图书馆解决了“前所未有的全球对获取阅读和研究材料的迫切需求”。并多方面举证以证明此举的正确性。声称在法律方面，他们正在促进获得那些无法获得的资源，并不违背合理使用原则。档案馆继续实施他们在国家应急图书馆项目开始之前的受控数字借阅政策，这意味着他们仍然对借出的图书进行加密，用户并不能比以前更容易地创建新的图书副本。只有法院才能最终决定国家应急图书馆是否是在合理使用。在道德上，互联网档案馆和其他图书馆一样是一个注册图书馆，他们要么自己购买图书，要么接受捐赠，通过图书馆借阅的时间早于版权限制。
但档案馆之前的借阅方式已经受到作者和出版商的批评，在国家应急图书馆宣布启动后，作者、出版商和代表双方的团体进一步提出质疑，将此举等同于版权侵犯和数字盗版，并将新冠肺炎疫情作为推动版权边界的理由。在其中一些作者的作品遭到嘲笑后，互联网档案馆的杰森·斯科特要求国家应急图书馆的支持者不要诋毁任何人的书，表示意识到其中有很大争论和分歧，但书能赋予生命和改变生命，而“这些书正是由这些作家创作”。
国家应急图书馆的运作是四大图书出版商阿歇特、哈珀·柯林斯、约翰·威利父子和企鹅兰登书屋于2020年6月对互联网档案馆提起的诉讼的一部分，该诉讼质疑受控数字借阅计划的版权有效性。作为对诉讼的回应，互联网档案馆于2020年6月16日提前关闭了国家应急图书馆项目。 在版权联盟的支持下，原告在诉讼中声称，互联网档案馆的行为构成了“故意的大规模版权侵权”。 2020年8月，该诉讼的审判暂定于2021年11月开始。到2022年6月，该案双方都要求对该案作出简易判决，各自支持各自的一方，法官约翰·科尔特尔批准在2022年晚些时候举行简易判决听证会。最终没有发布简易判决，而是在2023年3月20日举行了第一次听证会。听证会举行期间，约翰·科尔特尔被指对IA的合理使用主张无动于衷，也不相信出版商的图书馆电子书市场没有受到他们做法的影响。
参议院司法委员会知识产权小组委员会主席、北卡罗来纳州参议员汤姆·蒂利斯在给互联网档案馆的一封信中表示，他“担心互联网档案馆认为决定版权法范围的是其本身而不是国会”。
作为对出版商诉讼的部分回应，2020年末，档案馆发起了一项名为“授权图书馆”的运动（标签#Empowering Libraries），称这起诉讼为对所有图书馆的威胁。
在2021年的一篇预印本文章中，作者Argyri Panezi认为，该案“提出了两个重要但独立的问题，这两个问题都与图书馆作品的电子访问有关；第一，它提出了关于数字借阅的法律实践的问题，第二，它提出了紧急使用受版权保护的材料是否是合理使用的问题”，并认为图书馆在公共服务中的作用是“确保子孙后代有平等的访问渠道或机会的一系列原始来源”。
2020年12月，出版者周刊将这起诉讼列为“2020年十大最受关注的图书馆故事”之一。
科尔特尔法官于2023年3月24日裁定互联网档案馆在该案中败诉，称国家应急图书馆的理念没有遵循合理使用原则，因此档案馆在没有候补名单限制的情况下借出书籍侵犯了出版商的版权。互联网档案馆事后表示，将对这一裁决提起上诉，但除此之外，将继续提供此前已被判例法批准的其他数字图书服务，例如为阅读障碍用户提供的图书服务。

### Wayforward Machine
2021年9月30日，作为其25周年庆典的一部分，互联网档案馆推出了“Wayforward Machine”，这是一个讽刺性的小说网站，网站内有询问个人信息的弹出窗口。该网站描绘了一个虚构的反乌托邦时间线，讲述促使这样一个未来的形成的现实世界中的事件，例如2022年废除美国法典第230条和2041年引入广告植入。

### 下架BBC莫迪纪录片
2023年，互联网档案馆成为印度人观看BBC纪录片《印度：莫迪问题》第一集的热门网站。据报道，该视频于1月23日被档案馆下架。互联网档案馆随后于1月27日表示，他们是根据英国广播公司根据数字千年版权法的要求才下架该视频。

## 延伸阅读
- Kahle, Brewster. . Scientific America. 1996-11.

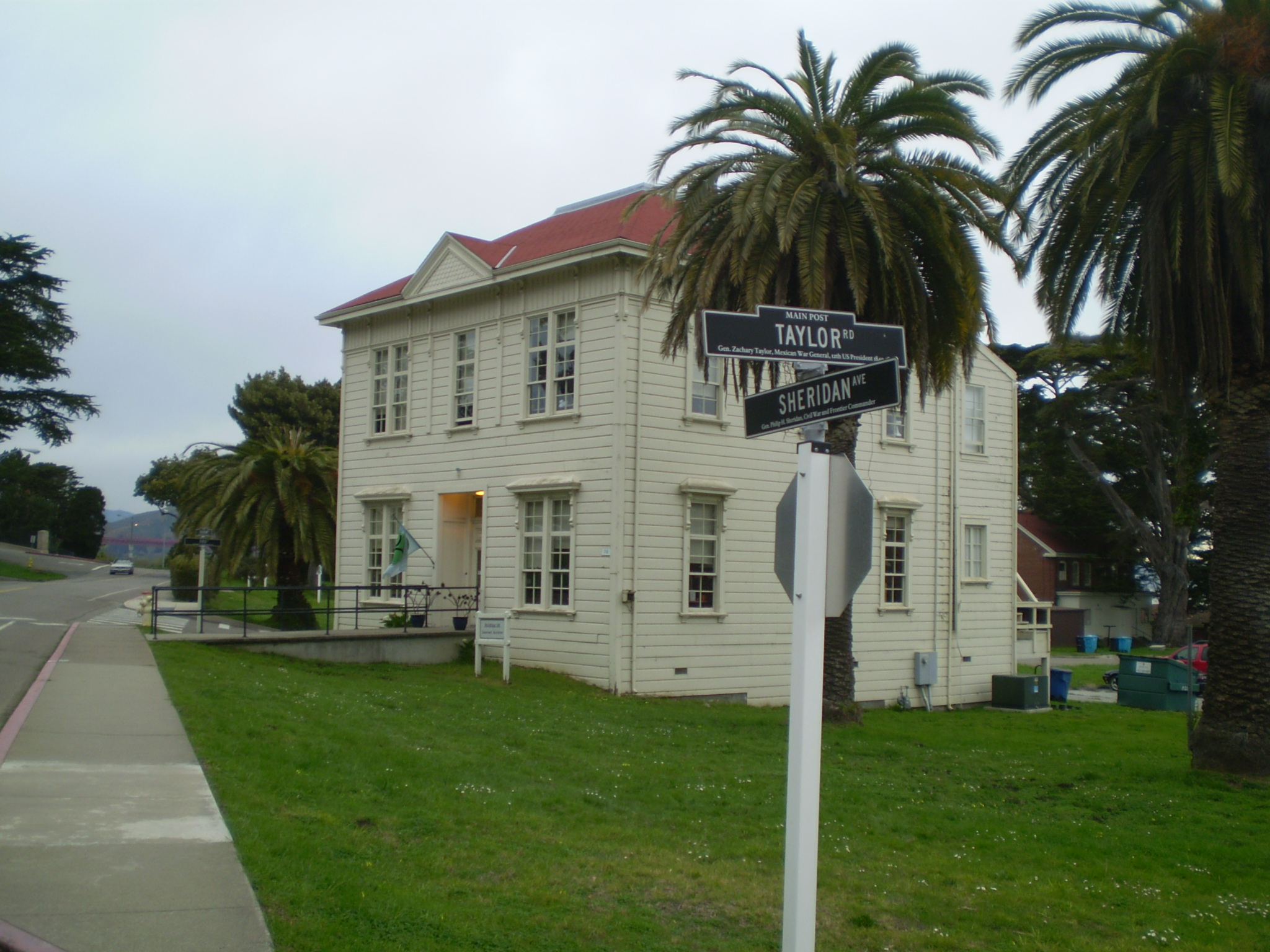
旧“互联网档案馆”总部（1996年 - 2009年11月）

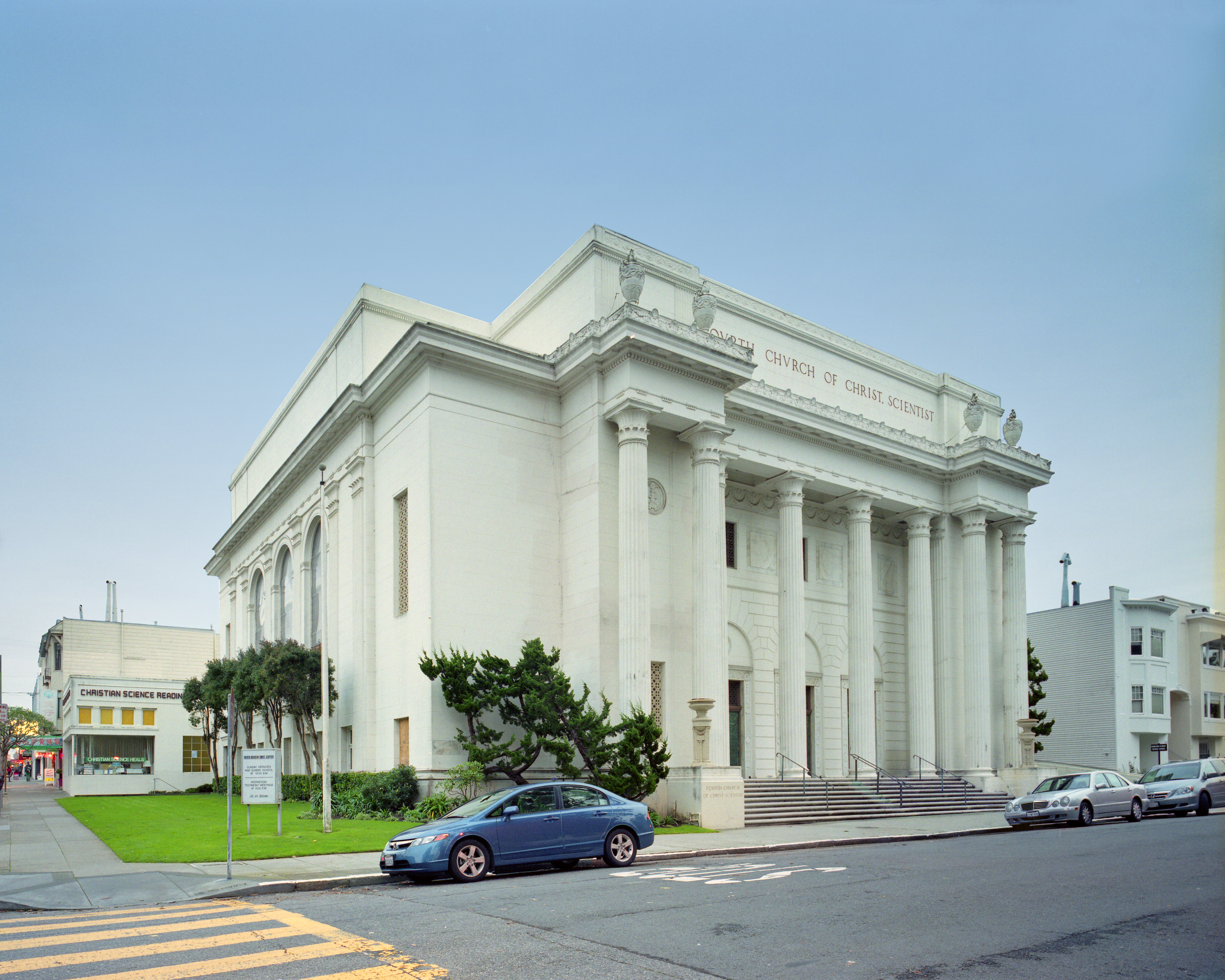
新“互联网档案馆”总部（2009年11月 - ）

- Kahle, Brewster. . Internet Archive Blogs. 2013-11-06.
- Jill Lepore. . The New Yorker. 2015-01-26  [2016-10-30]. （原始内容存档于2015-01-25）.
- Ringmar, Erik. . Times Higher Education Supplement. 2008-04-10  [2016-10-30]. （原始内容存档于2012-12-02）.
- brewster. . Internet Archive Blogs. 2013-11-06  [2013-11-07].
- . 腾讯网. 2015-01-24  [2015-09-04]. （原始内容存档于2016-09-15） （中文（中国大陆））.

## 外部連結
- 官方网站
- 官方博客
- 互联网档案馆的X（前Twitter） （英文）